# Bastian Baker
Bastien Kaltenbacher (* 20. května 1991), známý jako Bastian Baker, je švýcarský zpěvák, písničkář a umělec.

## Biografie
Bastien Kaltenbacher se narodil v květnu 1991 do rodiny profesionálního hokejisty Bruna Kaltenbachera a učitelky Magali. V dětství si Bastien přál hrát profesionálně hokej stejně jako jeho otec a hrál dokonce ve Švýcarské juniorské lize za tým Lausanne 4 Clubs. Zároveň se ale zajímal i o hudbu, a tak vstoupil do školního sboru ve Villeneuve. Během svého působení v souboru dostával sólové role. Díky otci svého kamaráda, který ho viděl zpívat na společenském večeru, získal možnost nahrát vlastní písně.
Jako první vydal singl s názvem „Lucky“ v březnu 2011, jejž produkoval Richard Meyer, a píseň se umístila v žebříčku Swiss Singles Chart. O měsíc později vystoupil na Caprices Festivalu a 16. července 2011 na Montreux Jazz Festivalu. První studiové album s názvem Tommorow May Not Be Better bylo vydáno 9. září 2011. Díky albu, které kulminovalo na 3. příčce žebříčku Swiss Albums Chart a obsadilo první pozici Romandie Charts, získal i cenu Swiss Music Awards v kategorii Best Breaking Act (česky volně přeloženo: Objev roku). Díky tomuto úspěchu byl pozván do francouzské televize Taratata a jeho debutové album bylo následně 27. dubna 2012 vydáno i ve Francii. Album získalo ve Švýcarsku ocenění platinové desky.
Na podzim roku 2012 se zúčastnil třetí série Danse avec les stars (francouzská verze show StarDance ...když hvězdy tančí) po boku profesionální tanečnice Katriny Patchettové, kde skončil na sedmém místě z deseti soutěžících párů. Během listopadu 2013 vyrazil na turné se švýcarskou kapelou 77 Bombay Street po Francii a Belgii.

## Diskografie

### Studiová alba
- Tommorow May Not Be Better – 2011

### Singly
- „Lucky“ – 2011
- „I'd Sing for You“ – 2011
- „Tomorrow May Not Be Better“ – 2011
- „Hallelujah“ – 2012